# Kolęda domowa ... a nad śnieg wybieleję
Kolęda domowa ... a nad śnieg wybieleję − świąteczny album Antoniny Krzysztoń. Są to autorskie pastorałki, tradycyjne kolędy i improwizacje wokalistki do akompaniamentu Marcina Majerczyka i Mikołaja Wieleckiego. Nagranie (na taśmie analogowej) odbyło się w kościele Dolorystów w Józefowie.

## Lista utworów
1. Nie ma w pałacu
2. Przybieżeli do Betlejem
3. Jak to dobrze
4. Świt
5. Mizerna cicha
6. Lulajże, Jezuniu
7. Prowadziłaś do Jezusa
8. Jezus malusieńki
9. Noc po Bożym Narodzeniu
10. Szukam Ciebie mały Królu
11. Nie było miejsca
12. Anioł pasterzom mówił
13. Niebo goreje
14. Panna czysta
15. Ach, ubogi żłobie
16. List
17. Psalm 51
18. Matka Boska na osiołku